# Top Volley 2016-2017
Questa voce raccoglie le informazioni riguardanti la Top Volley nelle competizioni ufficiali della stagione 2016-2017.

## Stagione
La stagione 2016-17 è per la Top Volley la quindicesima, l'ottava consecutiva, in Serie A1; come allenatore viene scelto Vincenzo Nacci, sostituito a stagione in corso da Daniele Bagnoli, mentre la rosa è quasi del tutto modificata, con le uniche conferme di Gabriele Maruotti, Andrea Rossi e Daniele Sottile: tra i nuovi acquisti quelli di Alessandro Fei, Kévin Klinkenberg, Fabio Fanuli, Carmelo Gitto e Rozalin Penčev e tra le cessioni quelle di Simon Hirsch, Viktor Josifov, Nikolaj Pavlov, Alen Šket e Andrea Mattei.
Il campionato ha inizio con sei sconfitte consecutive: la prima vittoria arriva alla settima giornata ai danni della Pallavolo Molfetta; nel prosieguo del girone di andata seguono una serie di risultati altalenanti che porta il club di Latina a chiudere al tredicesimo posto in classifica, non utile per qualificarsi alla Coppa Italia. Il girone di ritorno si apre con lo stop contro il BluVolley Verona, seguito dal successo sul Gruppo Sportivo Porto Robur Costa: nelle successive sei gare la Top Volley riesce a vincere una sola volta, contro il Volley Milano, per poi proseguire, nelle ultime cinque giornate di regular season, con due sconfitte e tre sconfitte, che la portano all'undicesimo posto in classifica. Negli ottavi di finale dei play-off per il quinto posto, dopo aver perso gara 1 contro il Powervolley Milano, vince le due successive, accedendo al turno successivo, dove però viene eliminata a seguito delle tre sconfitte inflittele dalla Pallavolo Piacenza.

## Organigramma societario
Area direttiva
- Presidente: Gianrio Falivene
- Vicepresidente: Franco Grottoli
- Segreteria generale: Carlo Buzzanca
- Amministrazione: Bruno Monteferri

Area organizzativa
- Team manager: Bartolomeo Cappa
- Direttore sportivo: Candido Grande
- Addetto agli arbitri: Mauro Petrolini
- Consulente legale: Massimiliano Serrao
- Logistica: Mauro Cicchini, Michael Di Capua

Area tecnica
- Allenatore: Vincenzo Nacci (fino al 31 ottobre 2016), Daniele Bagnoli (dal 5 novembre 2016)
- Allenatore in seconda: Marco Franchi
- Scout man: Maurizio Cibba
- Responsabile settore giovanile: Francesco Bignardi

Area comunicazione
- Ufficio stampa: Alessandro Antonelli
- Area comunicazione: Luigi Goldner, Giuseppe Baratta
- Webmaster: Michela Policicchio
- Fotografo: Paola Libralato
- Grafica e sviluppo: Danilo Cirelli
- Speaker: Giuseppe Baratta

Area marketing
- Ufficio marketing: Luigi Goldner, Giuseppe Baratta
- Biglietteria: Marina Cacciapuoti, Patrizia Cacciapuoti

Area sanitaria
- Medico: Amedeo Verri
- Preparatore atletico: Andrea Radogna, Glauco Ranocchi
- Fisioterapista: Davide Ghisa, Elio Paolini
- Ortopedico: Gianluca Martini
- Cardiologo: Damiano Coletta
- Osteopata: Giacinta Milita
- Podologo: Alessandro Russo
- Radiologo: Francesco Sciuto
- Nutrizionista: Gianluca Farina, Fabrizio Spataro

## Rosa
| N° | Nome              | Ruolo | Data di nascita  | Nazionalità sportiva |
| -- | ----------------- | ----- | ---------------- | -------------------- |
| 2  | Kévin Klinkenberg | S     | 4 ottobre 1990   | Belgio               |
| 3  | Alessandro Fei    | O     | 29 novembre 1978 | Italia               |
| 4  | Carmelo Gitto     | C     | 3 luglio 1987    | Italia               |
| 5  | Daniele Sottile   | P     | 17 agosto 1979   | Italia               |
| 8  | Matteo Pistolesi  | P     | 14 marzo 1995    | Italia               |
| 9  | Bojan Strugar     | O     | 30 giugno 1995   | Montenegro           |
| 10 | Danger Quintana   | C     | 19 maggio 1994   | Cuba                 |
| 11 | Louis Caccioppola | L     | 29 luglio 1998   | Italia               |
| 13 | Andrea Rossi      | C     | 14 febbraio 1989 | Italia               |
| 14 | Yūki Ishikawa     | S     | 11 dicembre 1995 | Giappone             |
| 15 | Gabriele Maruotti | S     | 25 marzo 1988    | Italia               |
| 16 | Rozalin Penčev    | S     | 11 dicembre 1994 | Bulgaria             |
| 18 | Fabio Fanuli      | L     | 10 febbraio 1985 | Italia               |

## Mercato
| Acquisti | Acquisti          | Acquisti             | Acquisti   |
| R.       | Nome              | da                   | Modalità   |
| -------- | ----------------- | -------------------- | ---------- |
| P        | Matteo Pistolesi  | Emma Villas          | definitivo |
| C        | Danger Quintana   | -                    | definitivo |
| C        | Louis Caccioppola | giovanili            | definitivo |
| S        | Rozalin Penčev    | Tokat                | definitivo |
| S        | Kévin Klinkenberg | Łuczniczka Bydgoszcz | definitivo |
| O        | Alessandro Fei    | Lube                 | definitivo |
| C        | Carmelo Gitto     | BluVolley Verona     | definitivo |
| O        | Bojan Strugar     | Piatra Neamț         | definitivo |
| S        | Yūki Ishikawa     | Chūō Daigaku         | definitivo |
| L        | Fabio Fanuli      | Sir Safety Perugia   | definitivo |

| Cessioni | Cessioni       | Cessioni              | Cessioni   |
| R.       | Nome           | a                     | Modalità   |
| -------- | -------------- | --------------------- | ---------- |
| S        | Paul Ferenciac | Pineto                | definitivo |
| S/O      | Simon Hirsch   | Milano                | definitivo |
| C        | Viktor Josifov | Piacenza              | definitivo |
| P        | Dāvis Krūmiņš  | Massa                 | definitivo |
| C        | Andrea Mattei  | Argos                 | definitivo |
| S/O      | Nikolaj Pavlov | Lokomotiv Novosibirsk | definitivo |
| L        | Roberto Romiti | Marconi               | definitivo |
| S/O      | Alen Šket      | Fenerbahçe            | definitivo |
| S        | Daniele Tailli | Sabaudia              | definitivo |

## Risultati

### Serie A1

#### Girone di andata
| 1ª giornata - 2 ottobre 2016 PalaBianchini, Latina          | Top Volley Latina  | 0 - 3 | BluVolley Verona  | 19-25, 20-25, 22-25               |
| 2ª giornata - 7 ottobre 2016 PalaDeAndré, Ravenna           | Porto Robur Costa  | 3 - 2 | Top Volley Latina | 25-20, 19-25, 34-32, 23-25, 15-12 |
| 3ª giornata - 16 ottobre 2016 PalaBianchini, Latina         | Top Volley Latina  | 1 - 3 | Lube              | 25-22, 21-25, 22-25, 18-25        |
| 4ª giornata - 27 ottobre 2016 PalaTrento, Trento            | Trentino           | 3 - 0 | Top Volley Latina | 25-22, 25-16, 25-14               |
| 5ª giornata - 23 ottobre 2016 PalaBianchini, Latina         | Top Volley Latina  | 0 - 3 | Modena            | 20-25, 19-25, 21-25               |
| 6ª giornata - 29 ottobre 2016 Palazzetto dello Sport, Monza | Milano             | 3 - 0 | Top Volley Latina | 25-20, 25-21, 25-22               |
| 7ª giornata - 1º novembre 2016 PalaBianchini, Latina        | Top Volley Latina  | 3 - 1 | Molfetta          | 25-22, 23-25, 25-14, 25-19        |
| 8ª giornata - 6 novembre 2016 PalaBanca, Piacenza           | Piacenza           | 3 - 1 | Top Volley Latina | 25-21, 34-32, 15-25, 25-23        |
| 9ª giornata - 10 novembre 2016 PalaBianchini, Latina        | Top Volley Latina  | 3 - 2 | Argos             | 27-25, 23-25, 28-26, 19-25, 15-12 |
| 10ª giornata - 13 novembre 2016 PalaBianchini, Latina       | Top Volley Latina  | 2 - 3 | Padova            | 28-26, 18-25, 25-19, 17-25, 15-17 |
| 11ª giornata - 23 novembre 2016 PalaEvangelisti, Perugia    | Sir Safety Perugia | 3 - 0 | Top Volley Latina | 25-20, 25-19, 25-18               |
| 12ª giornata - 27 novembre 2016 PalaYamamay, Busto Arsizio  | Powervolley Milano | 2 - 3 | Top Volley Latina | 25-22, 23-25, 25-21, 19-25, 9-15  |
| 13ª giornata - 4 dicembre 2016 PalaBianchini, Latina        | Top Volley Latina  | 3 - 2 | Callipo           | 25-21, 21-25, 22-25, 25-22, 18-16 |

#### Girone di ritorno
| 14ª giornata - 10 dicembre 2016 PalaOlimpia, Verona               | BluVolley Verona  | 3 - 1 | Top Volley Latina  | 33-31, 25-23, 21-25, 26-24        |
| 15ª giornata - 18 dicembre 2016 PalaBianchini, Latina             | Top Volley Latina | 3 - 1 | Porto Robur Costa  | 28-26, 21-25, 25-23, 27-25        |
| 16ª giornata - 26 dicembre 2016 PalaCivitanova, Civitanova Marche | Lube              | 3 - 0 | Top Volley Latina  | 25-13, 25-17, 25-14               |
| 17ª giornata - 29 dicembre 2016 PalaBianchini, Latina             | Top Volley Latina | 0 - 3 | Trentino           | 19-25, 18-25, 23-25               |
| 18ª giornata - 8 gennaio 2017 PalaPanini, Modena                  | Modena            | 3 - 2 | Top Volley Latina  | 25-21, 25-21, 22-25, 23-25, 15-10 |
| 19ª giornata - 15 gennaio 2017 PalaBianchini, Latina              | Top Volley Latina | 3 - 0 | Milano             | 25-20, 25-23, 25-15               |
| 20ª giornata - 22 gennaio 2017 PalaPoli, Molfetta                 | Molfetta          | 3 - 2 | Top Volley Latina  | 20-25, 25-20, 22-25, 25-22, 15-7  |
| 21ª giornata - 5 febbraio 2017 PalaBianchini, Latina              | Top Volley Latina | 2 - 3 | Piacenza           | 25-23, 18-25, 21-25, 25-14, 10-15 |
| 22ª giornata - 8 febbraio 2017 PalaPolsinelli, Sora               | Argos             | 1 - 3 | Top Volley Latina  | 22-25, 18-25, 29-27, 13-25        |
| 23ª giornata - 12 febbraio 2017 PalaSanLazzaro, Sora              | Padova            | 0 - 3 | Top Volley Latina  | 22-25, 19-25, 15-25               |
| 24ª giornata - 19 febbraio 2017 PalaBianchini, Latina             | Top Volley Latina | 1 - 3 | Sir Safety Perugia | 18-25, 17-25, 27-25, 23-25        |
| 25ª giornata - 26 febbraio 207 PalaBianchini, Latina              | Top Volley Latina | 0 - 3 | Powervolley Milano | 22-25, 23-25, 23-25               |
| 26ª giornata - 22 febbraio 2017 PalaValentia, Vibo Valentia       | Callipo           | 3 - 1 | Top Volley Latina  | 27-25, 29-27, 20-25, 25-23        |

#### Play-off 5º posto
| Ottavi di finale (gara 1) - 12 marzo 2017 PalaBianchini, Latina      | Top Volley Latina  | 1 - 3 | Powervolley Milano | 13-25, 25-16, 21-25, 22-25       |
| Ottavi di finale (gara 2) - 19 marzo 2017 PalaYamamay, Busto Arsizio | Powervolley Milano | 1 - 3 | Top Volley Latina  | 21-25, 25-23, 22-25, 24-26       |
| Ottavi di finale (gara 3) - 22 marzo 2017 PalaBianchini, Latina      | Top Volley Latina  | 3 - 1 | Powervolley Milano | 23-25, 29-27, 25-16, 25-21       |
| Quarti di finale (gara 1) - 28 marzo 2017 PalaBanca, Piacenza        | Piacenza           | 3 - 2 | Top Volley Latina  | 20-25, 22-25, 25-22, 29-27, 15-8 |
| Quarti di finale (gara 2) - 2 aprile 2017 PalaBianchini, Latina      | Top Volley Latina  | 1 - 3 | Piacenza           | 25-19, 20-25, 22-25, 17-25       |
| Quarti di finale (gara 3) - 9 aprile 2017 PalaBanca, Piacenza        | Piacenza           | 3 - 1 | Top Volley Latina  | 25-17, 24-26, 25-23, 27-25       |

## Statistiche

### Statistiche di squadra
| Competizione | Punti | In casa | In casa | In casa | In trasferta | In trasferta | In trasferta | Totale | Totale | Totale |
| Competizione | Punti | G       | V       | P       | G            | V            | P            | G      | V      | P      |
| ------------ | ----- | ------- | ------- | ------- | ------------ | ------------ | ------------ | ------ | ------ | ------ |
| Serie A1     | 26    | 16      | 6       | 10      | 16           | 4            | 12           | 32     | 10     | 22     |
| Totale       | -     | 16      | 6       | 10      | 16           | 4            | 12           | 32     | 10     | 22     |

G = partite giocate; V = partite vinte; P = partite perse

### Statistiche dei giocatori
| Giocatore      | Serie A1 | Serie A1 | Serie A1 | Serie A1 | Serie A1 | Totale | Totale | Totale | Totale | Totale |
| Giocatore      | P        | PT       | AV       | MV       | BV       | P      | PT     | AV     | MV     | BV     |
| -------------- | -------- | -------- | -------- | -------- | -------- | ------ | ------ | ------ | ------ | ------ |
| L. Caccioppola | 2        | 0        | 0        | 0        | 0        | 2      | 0      | 0      | 0      | 0      |
| F. Fanuli      | 29       | 0        | 0        | 0        | 0        | 29     | 0      | 0      | 0      | 0      |
| A. Fei         | 28       | 498      | 442      | 31       | 25       | 28     | 498    | 442    | 31     | 25     |
| C. Gitto       | 32       | 245      | 166      | 66       | 13       | 32     | 245    | 166    | 66     | 13     |
| Y. Ishikawa    | 13       | 90       | 75       | 6        | 9        | 13     | 90     | 75     | 6      | 9      |
| K. Klinkenberg | 31       | 239      | 188      | 36       | 15       | 31     | 239    | 188    | 36     | 15     |
| G. Maruotti    | 32       | 374      | 314      | 42       | 18       | 32     | 374    | 314    | 42     | 18     |
| R. Penčev      | 28       | 145      | 117      | 12       | 16       | 28     | 145    | 117    | 12     | 16     |
| M. Pistolesi   | 30       | 1        | 0        | 0        | 1        | 30     | 1      | 0      | 0      | 1      |
| D. Quintana    | 22       | 39       | 30       | 8        | 1        | 22     | 39     | 30     | 8      | 1      |
| A. Rossi       | 32       | 235      | 159      | 59       | 17       | 32     | 235    | 159    | 59     | 17     |
| D. Sottile     | 32       | 53       | 16       | 26       | 11       | 32     | 53     | 16     | 26     | 11     |
| B. Strugar     | 23       | 22       | 21       | 1        | 0        | 23     | 22     | 21     | 1      | 0      |

P = presenze; PT = punti totali; AV = attacchi vincenti; MV = muri vincenti; BV = battute vincenti